# Victor-Jean Nicolle

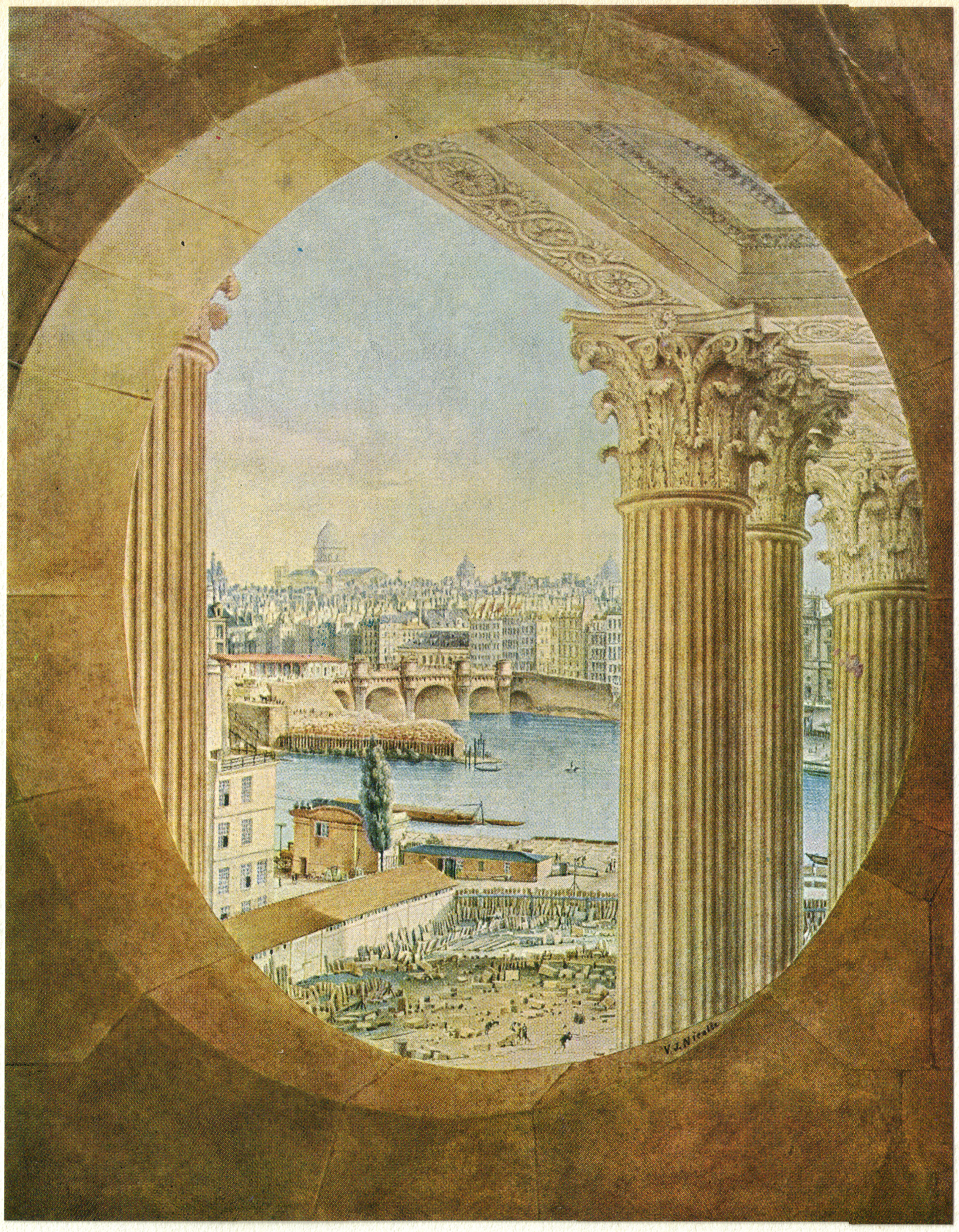
La Senna vista dal Louvre, di Victor-Jean Nicolle

Victor-Jean Nicolle (Parigi, 18 ottobre 1754 – Parigi, 26 gennaio 1826) è stato un pittore francese.

## Biografia
Nicolle mostrò la sua abilità come pittore di paesaggi, sin da giovane, infatti nel 1771 da allievo vinse il premio per la prospettiva. I suoi soggetti preferiti erano le rovine classiche e per assecondare questa passione artistica intraprese un viaggio di studio attraverso il sud della Francia fino in Italia, dove soggiornò a Venezia, Bologna, Firenze, Roma e Napoli.
Affascinato in particolar modo da Roma, soggiornò qui in due occasioni nel 1787–89 e nel 1806–11.
Sue opere sono presenti al museo Carnavalet di Parigi.